# Егер, Мартин
Мартин Егер (нем. Martin Jäger; род. 20 декабря 1987, Валенштадт) — швейцарский биатлонист и лыжник, чемпион Европы по биатлону 2021 года, серебряный призер чемпионата мира среди юниоров.

## Биография

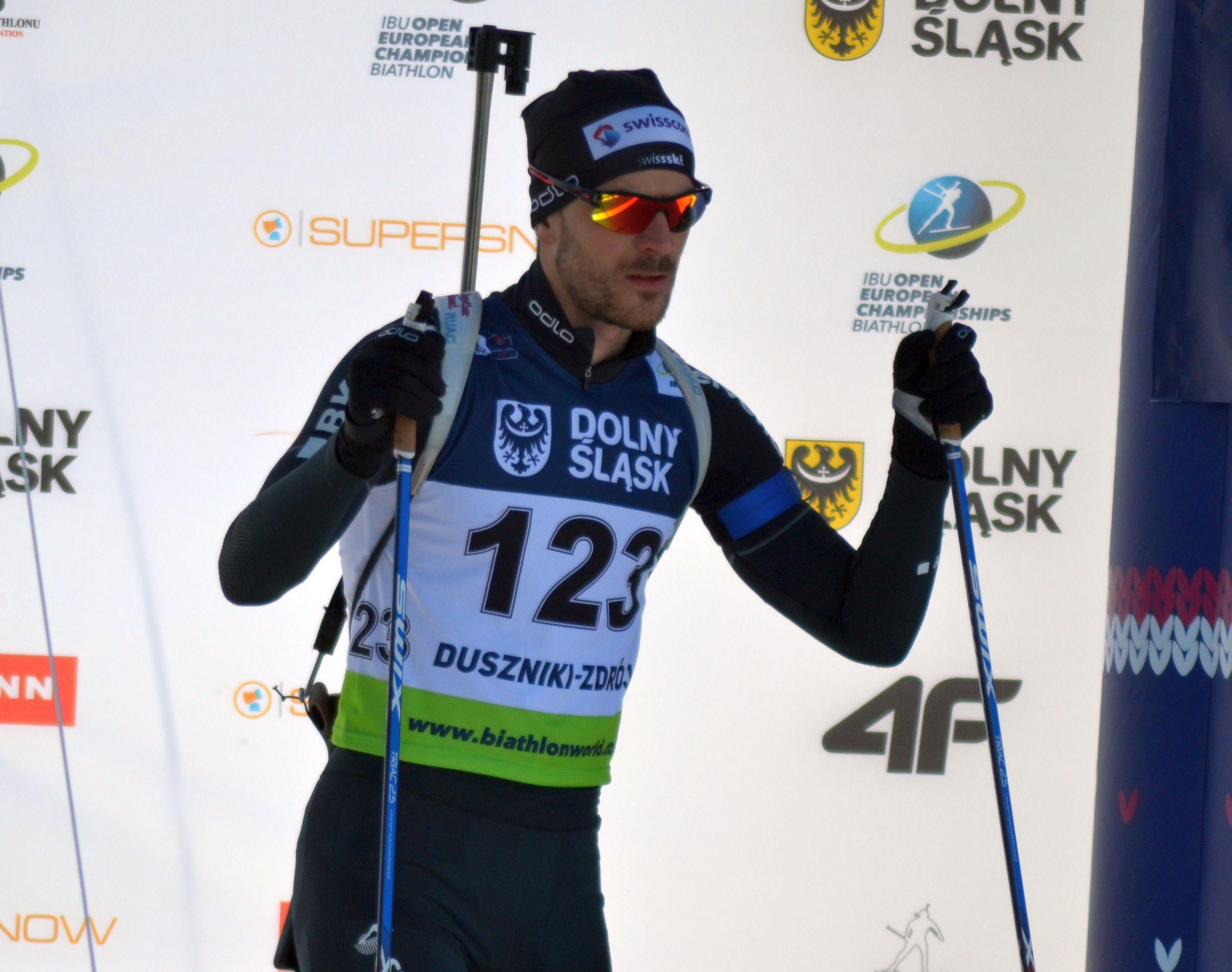
Martin Jäger 2017

Мартин Егер родился 20 декабря 1987 года в городе Валенштадт, где живёт и сейчас.
Впервые на международных гонках Мартин появился в 2006 году на этапе кубка мира по лыжным гонкам, проходящего в Давосе, где в спринте занял 23-е место. Спустя три года, на соревнованиях в Рыбинске, спортсмен попал в первую десятку, заняв девятое место в спринте с свободным стилем. Также спортсмен принял участие и на чемпионате мира по лыжным гонкам, где среди его результатов стоит отметить 35-е место в спринте. Уже в 2011 году в Рыбинске спортсмену удалось занять четвёртое место. На чемпионате мира по лыжным видам спорта 2011 в норвежском Хольменколлене во время спринта Мартин занял одиннадцатое место.
Дебют спортсмена на международных стартах в биатлоне состоялся в 2014 году, когда он принял участие на Кубке IBU 2014/2015. Среди его первых лучших результатов стоит отметить 25-е место в спринтерской гонке в Кэнморе. На Чемпионате Европы 2015 года, проходящего в Отепя в Эстонии, спортсмен занял 46-е место в индивидуальной гонке. На одном из этапов Кубка мира по биатлону Мартин занял 75-е место в своей первой гонке такого уровня.
В дальнейшем, на чемпионате мира по биатлону 2016 в Хольменколлене Мартин занял 48-е место в спринтерской гонке и 55-е место в пасьюте.

## Медальный зачёт
Ниже предоставлен медальный зачёт спортсмена на международных стартах. Указаны лишь только те этапы соревнований, на которых спортсмен пробежал хотя бы 1 гонку.
| Кубок мира по биатлону 2015/2016 | Кубок мира по биатлону 2015/2016 | Кубок мира по биатлону 2015/2016 | Кубок мира по биатлону 2015/2016 | Кубок мира по биатлону 2015/2016 | Кубок мира по биатлону 2015/2016 | Кубок мира по биатлону 2015/2016 |
| Соревнование                     | Индивидуальная гонка             | Масс-старт                       | Спринт                           | Пасьют                           | Эстафета                         | Смешанная эстафета               |
| -------------------------------- | -------------------------------- | -------------------------------- | -------------------------------- | -------------------------------- | -------------------------------- | -------------------------------- |
| Швеция                           | —                                | —                                | 75                               | —                                | —                                | —                                |
| Австрия                          | —                                | —                                | 41                               | 50                               | 11                               | —                                |
| Словения                         | —                                | —                                | 57                               | 53                               |                                  | —                                |
| Германия, Оберхоф                | —                                | —                                | 98                               | —                                | —                                | —                                |
| Германия, Рупольдинг             | 97                               | —                                | —                                | —                                | —                                | —                                |
| Италия                           | —                                | —                                | 80                               | —                                | —                                | —                                |
| Канада                           | —                                | —                                | 67                               | —                                | —                                | —                                |
| США                              | —                                | —                                | 40                               | 53                               | 13                               | —                                |
| Чемпионат мира по биатлону 2016  |                                  |                                  |                                  |                                  |                                  |                                  |
| Норвегия                         | —                                | —                                | 48                               | 55                               | —                                | —                                |
| Кубок мира по биатлону 2016/2017 |                                  |                                  |                                  |                                  |                                  |                                  |
| Германия, Оберхоф                | —                                | —                                | 29                               | 50                               | —                                | —                                |